# Lac Waswanipi
Pour les articles homonymes, voir Waswanipi (homonymie).
Le lac Waswanipi est situé dans la municipalité de Eeyou Istchee Baie-James, dans la région administrative du Nord-du-Québec, au Québec, au Canada.
Le lac Waswanipi s'étend dans les cantons de Bergères, Bossé, Nelligan, Bellin et Ailly.
La foresterie constitue la principale activité économique du secteur. Les activités récréotouristiques arrivent en second.
Le bassin versant du lac Waswanipi est accessible grâce à la route de la Baie-James venant du Sud-Ouest (soit de Matagami), puis bifurquant vers le Nord en coupant la rivière Canet, située au Nord-Ouest du Lac au Goéland. Des routes forestières desservent la partie Sud du lac. Le chemin de fer Canadien National reliant Matagami à Chibougamau passe du côté Sud du lac sur la bande de terre entre le lac Pusticamica et le lac Waswanipi.
La surface du lac Waswanipi est habituellement gelée du début novembre à la mi-mai, toutefois la circulation sécuritaire sur la glace se fait généralement de la mi-novembre à la mi-avril.

## Géographie
Ce lac est situé au sud de l'établissement Cri Waswanipi, à l'ouest de Chapais, à l'est de Matagami à environ 60 km au sud-ouest de la ville de Lebel-sur-Quévillon.
Les principaux bassins versants voisins du lac Waswanipi sont :
- côté Nord : rivière Waswanipi, rivière Nomans, rivière Waswanipi ;
- côté Est : rivière Bachelor, lac Bachelor, ruisseau Taylor ;
- côté Sud : rivière O'Sullivan, lac Pusticamica ;
- côté Ouest : rivière Iserhoff, rivière Iserhoff Nord, lac au Goéland (rivière Waswanipi).

Épousant la forme d'un « V », le lac Waswanipi se situe à environ 80 km au sud-est du lac Matagami et à 20 km au sud-est du lac au Goéland (rivière Waswanipi) ; la rivière Waswanipi traverse ces deux plans d'eau.
D'une longueur de 39 km et d'une largeur maximale de 11 km, le lac Waswanipi comporte une superficie d'un peu plus de 205 km2.

## Toponymie
En 1818, le surintendant de la Compagnie de la Baie d'Hudson, Alexander Christie, utilise la graphie « Woswonnupy Lake » pour désigner le lac ; en 1819, il utilise plutôt la graphie « Waswannupy Lake ». La même année, un plan dessiné par l'explorateur James Clouston fait référence à « Waswanapy Lake ». Dans son rapport d'exploration publié en 1896, Albert Peter Low inscrit sur la carte d'accompagnement le nom « Waswanipi L.».
Cette appellation d'origine amérindienne est reprise sous sa forme actuelle par Henry O'Sullivan dans son ouvrage de 1901.
Le toponyme « lac Waswanipi » a été officialisé le 5 décembre 1968 à la Banque des noms de lieux de la Commission de toponymie du Québec.

## Histoire
En 1916, la firme Quebec Fisheries, établie à Senneterre, entreprend l'exploitation à grande échelle des ressources halieutiques de cette nappe d'eau riche en esturgeon, truite et brochet, notamment des lacs Matagami et Olga. Cette exploitation halieutique cessa en 1930.